# ГЕС Myster
ГЕС Myster – гідроелектростанція на півдні Норвегії менш ніж за півсотні кілометрів на північний схід від Бергену. Використовує ресурс із сточища річки Eksingedalsvassdraget, котра тече до Eidsfjorden (північно-східне відгалуження Veafjorden, який простягається уздовж східної сторони острова Osterøy).
Ресурс із верхньої частини сточища  Eksingedalsvassdraget значною мірою (41,5% від усього стоку річки) відводиться для роботи ГЕС Евангер, тоді як станція Myster живиться із створеного у середній течії невеликого водосховища Nesevatnet (в операційному режимі рівень поверхні коливається між позначками 255 та 257,3 метрів НРМ).
Від Nesevatnet через лівобережний масив прокладено дериваційний тунель довжиною 8,7 км з перетином від 32 до 35 м2. На завершальній ділянці він сполучений з коротким бічним відгалуженням до водозаборів на Mysterelvi (впадає ліворуч до Eksingedalsvassdraget незадовго до устя останньої) та її безіменному лівому допливі.
Основне обладнання станції становить одна турбіна типу Френсіс потужністю 107 МВт, яка використовує напір у 249 метрів та забезпечує виробництво 367 млн кВт-год електроенергії на рік.
Відпрацьована вода відводиться до протікаючої поблизу Eksingedalsvassdraget.